# جائزة وينسر مكاي
جائزة وينسر مكاي (بالإنجليزية: Winsor McCay Award)‏‏ هي جائزة آني تُمنح من قبل ASIFA-هوليوود. سُميت نسبةً إلى وينسر مكاي.